# Kabinet-Gladstone IV
Het kabinet–Gladstone IV was de uitvoerende macht van de Britse overheid van 15 augustus 1892 tot 5 maart 1894.
| Ambtsbekleder                  | Ambtsbekleder            | Ambtsbekleder                                     | Functie                               | Ambtstermijn     | Ambtstermijn | Partij        |
| ------------------------------ | ------------------------ | ------------------------------------------------- | ------------------------------------- | ---------------- | ------------ | ------------- |
|                                | William Ewart Gladstone  | William Ewart Gladstone (1809–1898)               | Premier                               | 15 augustus 1892 | 5 maart 1894 | Liberal Party |
| Leader of the House of Commons | William Ewart Gladstone  | William Ewart Gladstone (1809–1898)               |                                       | 15 augustus 1892 | 5 maart 1894 | Liberal Party |
| Lord Privy Seal                | William Ewart Gladstone  | William Ewart Gladstone (1809–1898)               |                                       | 15 augustus 1892 | 5 maart 1894 | Liberal Party |
|                                | William Harcourt         | Sir William Harcourt (1827–1904)                  | Minister van Financiën                | 15 augustus 1892 | 25 juni 1895 | Liberal Party |
|                                | Archibald Primrose       | Graaf van Rosebery Archibald Primrose (1847–1929) | Minister van Buitenlandse Zaken       | 15 augustus 1892 | 5 maart 1894 | Liberal Party |
|                                | Herbert Henry Asquith    | Herbert Henry Asquith (1852–1928)                 | Minister van Binnenlandse Zaken       | 15 augustus 1892 | 25 juni 1895 | Liberal Party |
|                                | John Wodehouse           | Graaf Kimberley John Wodehouse (1826–1902)        | Lord President of the Council         | 15 augustus 1892 | 5 maart 1894 | Liberal Party |
| Leader of the House of Lords   | John Wodehouse           | Graaf Kimberley John Wodehouse (1826–1902)        |                                       | 15 augustus 1892 | 5 maart 1894 | Liberal Party |
| Minister voor Brits-Indië      | John Wodehouse           | Graaf Kimberley John Wodehouse (1826–1902)        |                                       | 15 augustus 1892 | 5 maart 1894 | Liberal Party |
|                                | Farrer Herschell         | Baron Herschell Farrer Herschell (1837–1899)      | Lord Chancellor                       | 15 augustus 1892 | 25 juni 1895 | Liberal Party |
|                                | Henry Campbell-Bannerman | Sir Henry Campbell- Bannerman (1836–1908)         | Minister voor Oorlog                  | 15 augustus 1892 | 25 juni 1895 | Liberal Party |
|                                | John Spencer             | Graaf Spencer John Spencer (1835–1910)            | Minister voor de Marine               | 15 augustus 1892 | 25 juni 1895 | Liberal Party |
|                                | Anthony Mundella         | Anthony Mundella (1825–1897)                      | Minister van Handel                   | 15 augustus 1892 | 28 mei 1894  | Liberal Party |
|                                | Arthur Dyke Acland       | Sir Arthur Dyke Acland (1850–1933)                | Minister van Onderwijs                | 15 augustus 1892 | 25 juni 1895 | Liberal Party |
|                                | George Shaw Lefevre      | George Shaw Lefevre (1831–1928)                   | Minister van Openbare Werken          | 15 augustus 1892 | 5 maart 1894 | Liberal Party |
|                                | Henry Fowler             | Sir Henry Fowler (1830–1911)                      | Minister van Lokale Zaken             | 15 augustus 1892 | 5 maart 1894 | Liberal Party |
|                                | Herbert Gardner          | Herbert Gardner (1846–1921)                       | Minister van Landbouw en Visserij     | 15 augustus 1892 | 25 juni 1895 | Liberal Party |
|                                | James Bryce              | James Bryce (1830–1911)                           | Kanselier van het Hertogdom Lancaster | 15 augustus 1892 | 28 mei 1894  | Liberal Party |
|                                | George Robinson          | Markies van Ripon George Robinson (1827–1909)     | Minister voor Koloniale Zaken         | 15 augustus 1892 | 25 juni 1895 | Liberal Party |
|                                | George Trevelyan         | Sir George Trevelyan (1838–1928)                  | Minister voor Schotland               | 15 augustus 1892 | 25 juni 1895 | Liberal Party |
|                                | John Morley              | John Morley (1838–1923)                           | Minister voor Ierland                 | 15 augustus 1892 | 25 juni 1895 | Liberal Party |
|                                | Arnold Morley            | Arnold Morley (1849–1916)                         | Minister van Posterijen               | 15 augustus 1892 | 25 juni 1895 | Liberal Party |

Russell I ·
Smith-Stanley I ·
Hamilton-Gordon ·
Temple I ·
Smith-Stanley II ·
Temple II ·
Russell II ·
Smith-Stanley III ·
Disraeli I ·
Gladstone I ·
Disraeli II ·
Gladstone II ·
Gascoyne-Cecil I ·
Gladstone III ·
Gascoyne-Cecil II ·
Gladstone IV ·
Primrose ·
Gascoyne-Cecil III ·
Gascoyne-Cecil IV ·
Balfour ·
Campbell-Bannerman ·
Asquith I ·
Asquith II ·
Asquith III ·
Asquith IV ·
Lloyd George I ·
Lloyd George II ·
Law ·
Baldwin I ·
MacDonald I ·
Baldwin II ·
MacDonald II ·
MacDonald III ·
MacDonald IV ·
Baldwin III ·
Chamberlain I ·
Chamberlain II ·
Churchill I ·
Churchill II ·
Attlee I ·
Attlee II ·
Churchill III ·
Eden ·
Macmillan I ·
Macmillan II ·
Douglas-Home ·
Wilson I ·
Wilson II ·
Heath ·
Wilson III ·
Callaghan ·
Thatcher I ·
Thatcher II ·
Thatcher III ·
Major I ·
Major II ·
Blair I ·
Blair II ·
Blair III ·
Brown ·
Cameron I ·
Cameron II ·
May I ·
May II ·
Johnson I ·
Johnson II ·
Truss ·
Sunak ·
Starmer